# رون رادفورد
رون رادفورد (بالإنجليزية: Ron Radford)‏ هو أمين متحف أسترالي، ولد في 3 ديسمبر 1949 في Warragul ‏ في أستراليا.